# Angelo Vanzin
Angelo Vanzin, född 8 februari 1932 i Lierna, död 22 maj 2018 i Lierna, var en italiensk roddare.
Vanzin blev olympisk guldmedaljör i fyra med styrman vid sommarspelen 1956 i Melbourne.